# Fanny Cadeo
Stefania "Fanny" Cadeo (n. 11 septembrie 1970)  este o actriță și fotomodel italian.